# Robert Barrat
Robert Harriot Barrat (Nueva York, 10 de julio de 1889 - Hollywood, California, EUA, 7 de enero de 1970) fue un actor  estadounidense. Desde los años 1918 a 1932 participó en obras de Broadway, tiempo en el que también realizó algunas películas mudas. Debido a su envergadura física fue muy requerido en la pantalla grande, interpretando a abogados, marineros o militares. 
Entre los años de 1933 y 1934 trabajó nada menos que en 38 películas, tiempo en el cual colaboró con James Cagney, del que fue buen amigo. Como anécdota, a la hora de actuar, Cagney era muy cuidadoso de representar una pelea junto al recio de Barrat. Uno de sus mejores papeles fue como el mayor Ferdinand Walsin Esterhaz en la película La vida de Emile Zola (1937). Hacia los años 1950 mudó su trabajo a la televisión. Parte de su extensa filmografía comprende:  Lilly Turner (1933), Return of the Terror (1934), El capitán Blood (1935), Mary of Scotland (1936), The Cisco Kid and the Lady (1939), They Were Expendable (1945), Davy Crockett, Indian Scout (1950) y  Tambores lejanos (1951).